# Barrera lingüística
Una barrera lingüística és un terme figuratiu que s'utilitza per indicar les dificultats que apareixen quan unes persones es volen comunicar amb unes altres i no comparteixen el mateix idioma. També es pot utilitzar en altres contextos.

## Barreres lingüístiques i comunicació
Normalment, en una situació de barrera lingüística, no hi ha gaire comunicació tret que una o ambdues parts aprenguessin una nova llengua, fet que necessita una gran inversió de temps. Aprendre una llengua és un procés incòmode, i les persones que l'aprenen poden tenir una certa dificultat per "superar la barrera lingüística". Dificultats com aquestes passen també al món comercial, com per exemple a reunions de multinacionals, on les despeses dels serveis d'interpretació poden ser cares, difícils d'obtenir i propensos a l'error, però també es pot trobar en l'àmbit educatiu, social o sanitari.
El 1995, 24.000 dels estudiants de primer any de la Universitat de Califòrnia (CSU, California State University) van declarar que l'anglès era la seva segona llengua.
El 2012, la Fundació Rosetta va declarar el 19 d'abril el "dia sense barreres lingüístiques". La idea darrere d'aquest dia era augmentar la consciència internacional sobre el fet que no són els idiomes els que creen barreres: les llengües no s'haurien d'eliminar, no són una barrera; al contrari, s'haurien de celebrar. La celebració anual d'aquest dia té com a objectiu crear consciència sobre les barreres lingüístiques i fer créixer els esforços globals de traducció a la comunitat mundial.

## Barreres lingüístiques i migració
Les barreres lingüístiques també influeixen la migració. Els emigrants d'un país són més propicis a traslladar-se cap a un país on es parli la mateixa llengua. Per això, la major part de l'emigració anglesa recent ha estat cap a Austràlia, Canadà o Nova Zelanda, la major part de l'emigració espanyola ha estat cap a Amèrica Llatina, i els portuguesos al Brasil. I encara que el país de destinació no parli la llengua de l'emigrant, és més probable que rebi immigració si es parla una llengua relacionada amb l'emigrant. L'exemple més clar és la gran migració d'europeus cap a les Amèriques. Els Estats Units, amb el seu anglès germànic dominant, van atraure al principi immigrants del nord d'Europa, on es parlaven llengües germàniques. Els antecedents més comuns als Estats Units són alemanys, irlandesos i gairebé la majoria dels emigrants escandinaus també es van traslladar als Estats Units (o a la part de parla anglesa del Canadà). Els europeus del sud, com per exemple els italians, eren més propensos a traslladar-se a països de l'Amèrica Llatina; avui, la gent amb ascendent d'italians són el segon grup més gran de l'Argentina, Uruguai o Brasil després dels espanyols i els portuguesos (al Brasil). En l'última dècada, els romanesos han escollit Espanya i Itàlia com a destinacions d'emigració, amb Alemanya en tercer lloc.

### Llengües auxiliars com a solució
Des de finals dels anys 1800, les llengües auxiliars han estat disponibles per superar les barreres lingüístiques. Aquestes llengües van ser construïdes o escrites per una persona o un grup. Originalment, la idea era que dues persones que es volguessin comunicar poguessin aprendre una llengua auxiliar amb poca dificultat i poguessin fer servir aquesta llengua per parlar o escriure entre ells.
A la primera meitat del segle xx, va sorgir un segon enfocament de les llengües auxiliars: que no hi havia la necessitat de construir una llengua auxiliar, perquè les llengües més parlades ja tenien moltes paraules en comú. Amb aquestes paraules es podia desenvolupar una llengua simple. La gent de molts països entendria aquesta llengua quan la llegissin o l'escoltessin, perquè les paraules també existien en les seves pròpies llengües.
Aquest enfocament adreçava la limitació de les llengües auxiliars disponibles: la necessitat de convèncer altres perquè les aprenguessin abans de poder haver comunicació. Les llengües auxiliars més noves podien fer-se servir per aprendre llengües ètniques més ràpidament i a entendre millor la llengua pròpia.
Exemples de llengües auxiliars tradicionals són l'esperanto, l'ido i el volapük. Exemples d'aquest nou enfocament són la interlingua, l'occidental (o interlingue) i el latino sine flexione (llatí sense flexió, o LSF).

### Llengües dominants després de la colonització
Nigèria era una colònia britànica on va ser obligatori fer servir l'anglès. Per aquest motiu, els nigerians avui dia parlen anglès molt bé en molts casos. El rol de l'anglès en el sistema educatiu és important, i l'anglès és dominant a la premsa impresa. Tot i que a l'escola a Nigèria es fan servir llengües nigerianes, la majoria de nigerians són més alfabetitzats en anglès. Això també es troba exemplifcat en altres països membres de la Commonwealth. També és predominant en països no colonitzats, però que tenen una economia subdesenvolupada i on l'educació és bàsica i limitada, com per exemple a Botswana. Altres exemples semblant a l'anglès inclouen el portuguès a Angola i el francès a Maurici.

## Confusions sobre les barreres lingüístiques
Moltes vegades es dona per suposat, quan existeixen diferents llengües en una situació, que hi ha d'haver barreres lingüístiques. Les societats multilingües tenen llengües vehiculars i molts dels seus membres ja aprenen més d'una llengua, una adaptació que, encara que no elimina les barreres lingüístiques a l'hora d'entendre, fa que les barreres lingüístiques són molt menys que infranquejables. Per exemple, es parlen aproximadament 300 llengües diferents a la ciutat de Londres, però els membres de cada grup ètnic aconsegueixen adaptar-se a la societat anglesa i ser-ne membres productius superant tot tipus de barrera lingüística.